# Ahbachtal
Das Naturschutzgebiet Ahbachtal liegt im Landkreis Vulkaneifel in Rheinland-Pfalz auf dem Gebiet der Ortsgemeinden Nohn und Üxheim südwestlich des Kernortes Nohn. Am östlichen Rand des Gebietes fließt der Ahbach, ein rechter Nebenfluss der Ahr. Westlich des Gebietes verläuft die Kreisstraße K 74, nordwestlich die Landesstraße L 10 und östlich die L 68. Im Naturschutzgebiet liegen die Ruine Dreimühlen, die Ruine einer kleinen Höhenburg in der Eifel, und der Dreimühlen-Wasserfall.

## Bedeutung
Das rund 56,4 ha große Gebiet wurde im Jahr 1955 unter der Kennung 7233-043 unter Naturschutz gestellt.